# Church of Ireland

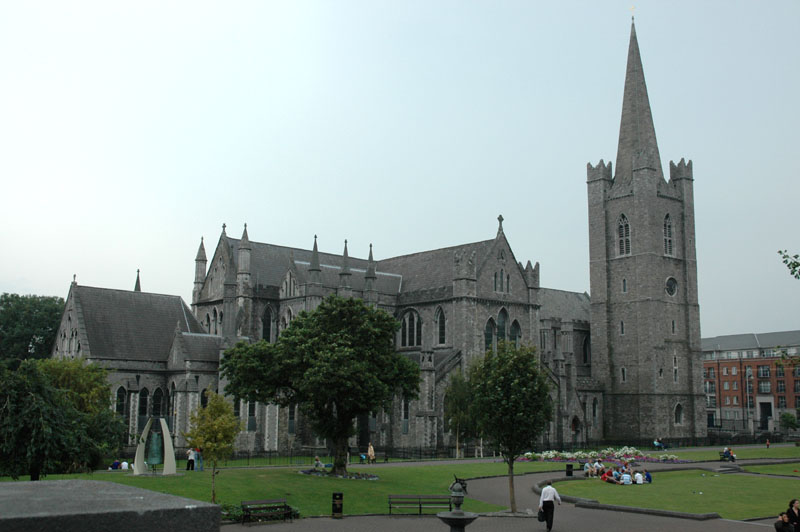
Saint Patrick's Cathedral te Dublin

De Church of Ireland (Iers: Eaglais na hÉireann) is de Anglicaanse Kerk in Ierland. De kerk kent een uitgebreide diocesane organisatie, die zowel de Republiek als Ulster omvat. In de Republiek is het altijd de kerk geweest van een kleine minderheid, in Ulster heeft de kerk wel iets meer aanhang, maar staat daar in de schaduw van de calvinistische gemeenten die de van oorsprong vooral Schotse kolonisten in de 16e eeuw vanuit Schotland hebben meegenomen. Over het algemeen is de Church of Ireland "laagkerkelijk" (sober qua eredienst, protestantse theologie), maar er zijn ook "hoogkerkelijke" (liturgische eredienst, katholieke theologie) parochies.
Als voormalige staatskerk is de Church of Ireland goed bedeeld met historische kerkgebouwen. In veel dorpen en steden zijn de historische kerkgebouwen eigendom van de kerk. In Dublin zijn bijvoorbeeld de twee middeleeuwse kathedralen, Christ Church Cathedral en Saint Patrick's Cathedral in handen van de Church of Ireland.

## Aartsbisdommen en bisdommen
De Church of Ireland werd gesticht in 1536 toen het Ierse parlement Hendrik VIII tot hoofd van de kerk in Ierland benoemde. Hendrik was toen nog geen koning van Ierland. De Church nam op deze wijze de bestaande organisatie van de rooms-katholieke kerk over. In de praktijk bleef Ierland echter in overgrote meerderheid rooms-katholiek. Het aantal bisdommen is mede daardoor in de loop der tijd aanzienlijk afgenomen. Van de oorspronkelijke vier aartsbisdommen zijn er nog twee overgebleven. Vanwege de fusies hebben vrijwel alle bisdommen meer dan een kathedraal.

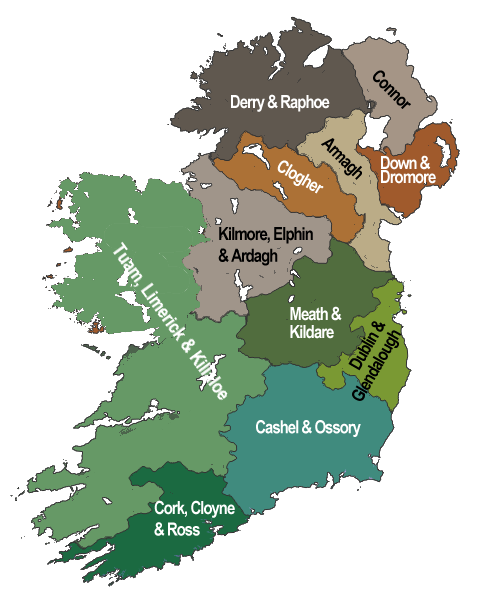
De indeling anno 2015

### Provincie Armagh
- Aartsbisdom Armagh, kathedraal: St. Patricks Cathedral in Armagh
- Bisdom Clogher, kathedraal: St. Macartan's in Clogher en St. Macartan's in Enniskillen
- Bisdom Connor, kathedraal: Christ Church in Lisburn en St. Anne's in Belfast
- Bisdom Derry & Raphoe, kathedraal: St. Columb's in Londonderry en St. Eunan's in Raphoe
- Bisdom Down & Dromore, kathedraal: Holy Trinity in Downpatrick en Christ the Redeemer in Dromore
- Bisdom Kilmore, Elphin & Ardagh, kathedraal: St. Fethlimidh's in Kilmore en St. John the Baptist in Sligo
- Bisdom Tuam, Killala & Achonry, kathedraal: St. Mary's in Tuam, St. Patrick's in Killala

### Provincie Dublin
- Aartsbisdom Dublin & Glendalough, kathedraal: Christ Church in Dublin.
- Bisdom Cashel & Ossry, kathedraal: in Cashel, Waterford, Lismore, Kilkenny, Ferns en Old Leighlin
- Bisdom Cork, Cloyne & Ross, kathedraal: St. Finbarr's in Cork, St. Fachtna's in Rosscarbery en St. Coleman's in Cloyne
- Bisdom Limerick & Killaloe, kathedraal: St. Mary's in Limerick, St. Flana's in Killaloe en St. Brendan's in Clonfert
- Bisdom Meath & Kildare, kathedraal: St. Patrick's in Trim en St. Bridget's in Kildare